# Smittia hiberna
Smittia hiberna är en tvåvingeart som beskrevs av Polshchuck 1963. Smittia hiberna ingår i släktet Smittia och familjen fjädermyggor. Inga underarter finns listade i Catalogue of Life.